# Field of Honor
Field of Honor (Het veld van eer) is een Nederlands-Zuid-Koreaanse oorlogsfilm uit 1986 die zich afspeelt tijdens de Koreaanse Oorlog. De film werd geregisseerd door Dae-hie Kim en Hans Scheepmaker.

## Verhaal
Na een aanval door Chinese troepen bevindt een Nederlands sergeant (wiens troepen oorlogsmisdaden tegen de lokale bevolking hebben gepleegd) zich alleen op het slagveld. Hij ontmoet een jonge Koreaanse vrouw die probeert haar kleine broertje te redden die een shellshock heeft opgelopen. Dit verandert de kijk van de sergeant op de oorlog.

## Rolverdeling
| Acteur            | Personage                        |
| ----------------- | -------------------------------- |
| Everett McGill    | Sergeant 'Sire' De Koning        |
| Ron Brandsteder   | Tiny                             |
| Bart Römer        | Luitenant                        |
| Anis de Jong      | Taihutu (als Annies De Jong)     |
| Hae-young Lee     | Sun Yi (als Hey Young Lee)       |
| Dong-hyeon Kim    | Applesan (als Dong Hyum Kim)     |
| Min Yu            | Kim                              |
| Mark Van Eeghem   | Brammetje                        |
| Frank Schaafsma   | Wiel                             |
| Guus van der Made | Leen                             |
| Jae-ho Choi       | Chinese hospik (als Jae Ho Choi) |
| Mike Mooney       | Journalist                       |
| Jon Bluming       | Pelotonssergeant                 |
| Fritz Homann      | Truckchauffeur                   |
| David Hartung     | Radioman                         |

## Ontvangst
De film kreeg een negatieve bespreking in het communistische dagblad De Waarheid.